# ジュリアン・ウィリアムズ (ボクサー)
ジュリアン・ウィリアムズ（Julian Williams、1990年4月5日 - ）は、アメリカのプロボクサー。ペンシルバニア州フィラデルフィア出身。元WBAスーパー・IBF世界スーパーウェルター級統一王者。

## 来歴

### アマチュア時代
2007年6月、全米選手権にウェルター級(69kg)で出場し、2回戦で敗退した。
2009年5月、ナショナル・ゴールデングローブにウェルター級(69kg)で出場し、1回戦で敗退した。
2009年6月、全米選手権にウェルター級(69kg)で出場し、準々決勝でエロール・スペンス・ジュニアに敗退した。

### プロ時代
2010年5月7日、ペンシルバニア州でプロデビュー戦を行い、1回TKO勝ちを収めた。
2013年9月12日、MGMグランド内プレミア・ボール・ルームでウーゴ・センテロ・ジュニアとWBCインターナショナルスーパーウェルター級王座決定戦で対戦し4回無効試合に終わった。
2014年12月20日、WBCアメリカ大陸スーパーウェルター級王者ジャーマン・フリーマンと対戦し8回29秒TKO勝ちを収め王座獲得に成功した。
2015年6月13日、アーマン・オブセパーンと対戦し6回2分43秒TKO勝ちを収め初防衛に成功した。
2015年9月22日、ルシアーノ・レオネル・クエロと対戦し初回1分33秒TKO勝ちを収め2度目の防衛に成功した。
2016年1月12日、WBCがWBC世界スーパーウェルター級王座挑戦者決定4人制トーナメントの1回戦でバネス・マーティロスヤンと対戦するよう指令を出した。
2016年3月5日、ペンシルバニア州でIBF世界スーパーウェルター級6位のマルチェロ・マタノとIBF世界スーパーウエルター級王座挑戦者決定戦で対戦し、7回TKO勝ちを収めジャーモール・チャーロへの指名挑戦権獲得に成功した。
2016年10月、IBF世界スーパーウェルター級王者ジャーモール・チャーロと指名試合が義務付けられていたが、チャーロが7月にレーシック手術を受けたことで、IBFが60日間の試合延期を承認した。
2016年12月10日、ロサンゼルスの南カリフォルニア大学構内にあるガーレン・センターでアブネル・マレスVSヘスス・クエジャルの前座でIBF世界スーパーウェルター級王者のジャーモール・チャーロに挑戦し、5回2分6秒TKO負けを喫し指名試合を制しての王座獲得に失敗した。この試合でウィリアムズは25万ドル(約2800万円)、チャーロは55万ドル(約6200万円)のファイトマネーを稼いだ。
2019年5月11日、バージニア州でWBA・IBF・IBO世界スーパーウェルター級王者のジャレット・ハードを3-0の判定で下し、王座獲得に成功した。
2020年1月18日、ペンシルベニア州でジェイソン・ロサリオと対戦し、5回TKO負けを喫し王座から陥落した。ウィリアムズはその後、試合の契約に含まれていた再戦条項を行使しない決定を下した。
2020年12月2日、デニス・ホーガンと12月26日に対戦することが決定していたが、ウィリアムズが新型コロナウイルスに感染したため、試合が延期になったことが発表された。
2021年10月9日、1年9か月ぶりの試合をラスベガスのT-モバイル・アリーナでウラジミール・エルナンデスと対戦し、10回判定負け。
2023年6月24日、ミネソタ州ミネアポリスのミネアポリス・アーモリーでWBC世界ミドル級暫定王座のカルロス・アダメスとWBC暫定世界ミドル級タイトルマッチを行うも、9回2分45秒TKO負けを喫し王座獲得および2階級制覇に失敗した。
2025年3月1日、ニューヨーク市ブルックリン区のバークレイズ・センターでジャーボンテイ・デービス対ラモン・ローチ・ジュニアの前座でWBA世界スーパーウェルター級2位のヨエニス・テレスとWBA世界スーパーウェルター級暫定王座決定戦を行うも、12回0-3（111-117、110-118、109-119）の判定負けを喫し王座返り咲きに失敗した。

## 戦績
- プロボクシング：36戦 29勝 (16KO) 5敗 1分 1無効試合

| 戦           | 日付           | 勝敗 | 時間    | 内容    | 対戦相手                             | 国籍           | 備考                                                |
| ------------ | -------------- | ---- | ------- | ------- | ------------------------------------ | -------------- | --------------------------------------------------- |
| 1            | 2010年5月7日   | ☆    | 1R 1:00 | TKO     | アントニオ・チャベス・フェルナンデス | アメリカ合衆国 | プロデビュー戦                                      |
| 2            | 2010年10月1日  | ☆    | 1R 0:24 | TKO     | ディーン・ピーターズ・ジュニア       | アメリカ合衆国 |                                                     |
| 3            | 2010年11月9日  | ☆    | 1R 1:27 | TKO     | ウェズ・パークハースト               | アメリカ合衆国 |                                                     |
| 4            | 2010年12月3日  | ☆    | 6R      | 判定3-0 | マリオ・エヴァンヘリスタ             | メキシコ       |                                                     |
| 5            | 2011年1月29日  | ☆    | 1R 0:28 | TKO     | アラン・ムーア                       | アメリカ合衆国 |                                                     |
| 6            | 2011年3月19日  | ☆    | 4R      | 判定3-0 | マーテズ・ローガン                   | アメリカ合衆国 |                                                     |
| 7            | 2011年5月13日  | △    | 6R      | 判定0-0 | フランシスコ・サンタナ               | アメリカ合衆国 |                                                     |
| 8            | 2011年7月22日  | ☆    | 6R      | 判定3-0 | ラウル・ロドリゲス                   | アメリカ合衆国 |                                                     |
| 9            | 2011年9月30日  | ☆    | 6R      | 判定3-0 | エベルト・メディナ                   | エクアドル     |                                                     |
| 10           | 2012年4月28日  | ☆    | 8R      | 判定3-0 | エクトール・ロザリオ                 | プエルトリコ   |                                                     |
| 11           | 2012年11月17日 | ☆    | 7R 2:10 | TKO     | ジョネル・タピア                     | プエルトリコ   |                                                     |
| 12           | 2013年1月26日  | ☆    | 7R 1:05 | TKO     | ジェレミア・ウィギンズ               | アメリカ合衆国 |                                                     |
| 13           | 2013年4月20日  | ☆    | 3R 1:43 | TKO     | ダヒョン・ジョンソン                 | アメリカ合衆国 |                                                     |
| 14           | 2013年6月22日  | ☆    | 8R      | 判定3-0 | ジョアシャン・アルシーヌ             | カナダ         |                                                     |
| 15           | 2013年9月12日  | －   | 4R 0:59 | NC      | ヒューゴ・センテノ・ジュニア         | アメリカ合衆国 | WBCインターナショナルスーパーウェルター級王座決定戦 |
| 16           | 2013年12月7日  | ☆    | 3R 0:34 | TKO     | オルランド・ロラ                     | メキシコ       |                                                     |
| 17           | 2014年3月17日  | ☆    | 3R 0:35 | TKO     | フレディ・エルナンデス               | メキシコ       |                                                     |
| 18           | 2014年5月24日  | ☆    | 8R 1:59 | KO      | マイケル・メディナ                   | メキシコ       |                                                     |
| 19           | 2014年9月11日  | ☆    | 8R      | 判定3-0 | エリエセル・ゴンザレス               | プエルトリコ   |                                                     |
| 20           | 2014年12月20日 | ☆    | 8R 0:29 | TKO     | ジェームズ・フリーマン               | アメリカ合衆国 | WBCアメリカ大陸スーパーウェルター級王座決定戦       |
| 21           | 2015年4月4日   | ☆    | 10R     | 判定3-0 | ジョセフ・エルナンデス               | アメリカ合衆国 |                                                     |
| 22           | 2015年6月13日  | ☆    | 6R 2:43 | TKO     | アルマン・オブセピャン               | アルメニア     | WBCアメリカ大陸防衛1                                |
| 23           | 2015年9月22日  | ☆    | 1R 1:33 | TKO     | ルチアーノ・クエロ                   | アルゼンチン   | WBCアメリカ大陸防衛2                                |
| 24           | 2016年3月5日   | ☆    | 7R 2:24 | TKO     | マルセロ・マタノ                     | イタリア       |                                                     |
| 25           | 2016年12月10日 | ★    | 5R 2:06 | KO      | ジャーモール・チャーロ               | アメリカ合衆国 | IBF世界スーパーウェルター級タイトルマッチ           |
| 26           | 2017年6月30日  | ☆    | 7R 0:58 | TKO     | ジョシュア・コンリー                 | アメリカ合衆国 |                                                     |
| 27           | 2017年11月18日 | ☆    | 10R     | 判定3-0 | イシュー・スミス                     | アメリカ合衆国 |                                                     |
| 28           | 2018年4月7日   | ☆    | 12R     | 判定2-0 | ナザニエル・ガリモア                 | アメリカ合衆国 |                                                     |
| 29           | 2018年12月1日  | ☆    | 2R 2:40 | KO      | フランシスコ・ハビエル・カストロ     | メキシコ       |                                                     |
| 30           | 2019年5月11日  | ☆    | 12R     | 判定3-0 | ジャレット・ハード                   | アメリカ合衆国 | WBA・IBF・IBO世界スーパーウェルター級タイトルマッチ |
| 31           | 2020年1月18日  | ★    | 5R 1:37 | TKO     | ジェイソン・ロサリオ                 | ドミニカ共和国 | WBA・IBF・IBO陥落                                   |
| 32           | 2021年10月9日  | ★    | 10R     | 判定1-2 | ブラディミール・エルナンデス         | メキシコ       |                                                     |
| 33           | 2022年11月5日  | ☆    | 8R      | 判定3-0 | ロランド・ウェンセスラオ・マンシーラ | アルゼンチン   |                                                     |
| 34           | 2023年6月24日  | ★    | 9R 2:45 | TKO     | カルロス・アダメス                   | ドミニカ共和国 | WBC暫定世界ミドル級タイトルマッチ                   |
| 35           | 2024年1月12日  | ☆    | 2R 0:43 | TKO     | グスタボ・ダビド・ビットリ           | アルゼンチン   |                                                     |
| 36           | 2025年3月1日   | ★    | 12R     | 判定0-3 | ヨエニス・テレス                     | キューバ       | WBA暫定世界スーパーウェルター級王座決定戦           |
| テンプレート |                |      |         |         |                                      |                |                                                     |

## 獲得タイトル
- WBCアメリカ大陸スーパーウェルター級王座
- IBF世界スーパーウェルター級王座(防衛0)
- WBA世界スーパーウェルター級スーパー王座(防衛0)
- IBO世界スーパーウェルター級王座（防衛1）